# Rachad
Rachad (arabisch رشاد, DMG Rašād) ist eine algerische sozial-politische Bewegung, die das seit der Unabhängigkeit Algeriens herrschende militärische Regime grundlegend ablehnt und eine friedliche Veränderung des postkolonialen politischen Regimes Algeriens anstrebt. Dazu zählen das Etablieren einer Demokratie, Gesetzesregeln und eine gute Regierungsführung sowie die Einbindung der algerischen Bevölkerung in politische Prozesse. Der Name Rachad bedeutet in etwa „der sicher Geführte“, was im aktuellen politischen Kontext Algeriens die Bestrebungen, das Land ordentlich und rechtmäßig zu regieren, symbolisiert.
2021 wurde die pro-demokratische Bewegung in Algerien aufgrund von Terrorismusvorwürfen verboten. Diese Vorwürfe stammen in erster Linie von der Islamic Salvation Front (FIS), die seit längerer Zeit einen islamischen Staat aus Algerien machen möchte.

## Gründung und Mitglieder
Die Rachad-Bewegung wurde am 18. April 2007 von einigen algerischen Regimegegnern gegründet, darunter Abbas Aroua, Rachid Mesli, Mohamed Samraoui, der algerische Ex-Diplomat Mohamed Larbi Zitout und der MIT-Doktorand Mourad Dhina. Sie alle bilden das jetzige Sekretariat und den Vorstand der Bewegung mit einem Hauptsitz in London. Sie leben allesamt im Exil und nutzen ihre akademischen Netzwerke unter anderem, um Menschenrechtsverletzungen durch das algerische Regime seit 1990 zu dokumentieren. Von ihnen wurden zahlreiche akademische Bücher und Studien zu den Konflikten der 1990er veröffentlicht.
Gleich nach der Gründung der Bewegung wurde ihre Website in Algerien gesperrt und die Regierung veröffentlichte eine Propagandakampagne gegen die Führung der Bewegung. Diese ging mit einigen Vorwürfen des Landesverrats und der „Verschwörung gegen Algerien“ einher, die insgesamt zum Kippen der Bewegung führen sollten. Allerdings konnte sie sich auch aufgrund der Qualifikationen der Leitenden dennoch stärken und kam nicht zu Fall.

## Ziele
Die Bewegung plädiert vor allem für eine Abkehr von den aktuellen Praktiken des algerischen Regimes; darunter versteht die Bewegung „die Zuspitzung des Militarismus, die Freiheitsbeschränkung, den politische Ausschluss, den Rechtsmissbrauch, den wirtschaftlichen und sozialen Rückgang und die Identitätskrise“. Außerdem reichen die Ziele der Rachad-Bewegung von der Etablierung eines Rechtsstaats in Algerien, über die Gleichberechtigung aller Bürger bis hin zum Garantieren der Transparenz der öffentlichen Hand.
It is meaningless to talk of reform or economic growth or cultural rebirth without first fixing the essential problem: the legitimacy of the government and the institutions responsible for administering the country, as well as the instruments for making the citizen a true source of legitimacy, monitoring the government and protecting the country’s constitution.
Es ist sinnlos, von Reformen, wirtschaftlichem Wachstum oder kultureller Wiedergeburt zu sprechen, wenn nicht zuvor das grundlegende Problem gelöst wird: die Legitimität der Regierung und der Institutionen, die für die Verwaltung des Landes zuständig sind, sowie die Instrumente, mit denen der Bürger zu einer echten Quelle der Legitimität wird, die Regierung kontrolliert und die Verfassung des Landes schützt.